# MacDonald-Nunatakker
Die MacDonald-Nunatakker sind zwei Nunatakker an der Amundsen-Küste der antarktischen Ross Dependency. Sie ragen östlich der Mündungszone des Amundsen-Gletschers in das Ross-Schelfeis und 8 km westlich des O’Brien Peak im Transantarktischen Gebirge auf. 
Der United States Geological Survey kartierte sie anhand eigener Vermessungen und Luftaufnahmen der United States Navy aus den Jahren von 1960 bis 1964. Das Advisory Committee on Antarctic Names benannte sie im Jahr 1967 nach John A. MacDonald, Biologe auf der McMurdo-Station im antarktischen Winter des Jahres 1964.